# Kuilalen
Kuilalen (Synaphobranchidae) zijn een familie van straalvinnige vissen uit de orde van Palingachtigen (Anguilliformes).

## Subfamilies & geslachten
- Ilyophinae
  - Atractodenchelys Robins & Robins, 1970
  - Dysomma Alcock, 1889
  - Dysommina Ginsburg, 1951
  - Ilyophis Gilbert, 1891
  - Linkenchelys Smith, 1989
  - Meadia Böhlke, 1951
  - Thermobiotes Geistdoerfer, 1991
- Simenchelyinae
  - Simenchelys  T. N. Gill in Goode and Bean, 1879
- Synaphobranchinae
  - Diastobranchus Barnard, 1923
  - Haptenchelys C. H. Robins & D. M. Martin, 1976 
  - Histiobranchus Gill, 1883	 
  - Synaphobranchus Johnson, 1862